# Krombach (Unterfranken)
Krombach este o comună aflată în districtul Aschaffenburg, landul Bavaria, Germania.